# 肯娜希妮·薩普米
肯娜希妮·薩普米（羅馬化：Kannatsinee Supmee，1998年6月5日—），小名Eve，2022年透過泰國第7電視台舉辦的演員甄選競賽"7HD NEW STARS"出道。現為泰國第7電視台旗下藝人。

## 早期生活
Eve於1998年6月5日出生於泰國巴吞他尼府蘭實。高中畢業於Nawaminthrachinuthit Bodindecha School，曾參與「美國OEG交換學生企劃」。2022年於泰國法政大學的新聞與大眾傳播學院，以二等榮譽的佳績畢業，且在校期間為72班（Class 72）的啦啦隊隊長。
2023年8月24日，Eve於個人Instagram上宣布，本名已從原本的查霓珀恩·薩普米（羅馬化：Chaniporn Supmee）改名為肯娜希妮·薩普米（羅馬化：Kannatsinee Supmee）。

## 演藝經歷
Eve在正式出道前，及參加多項選美競賽，並獲得不錯的成績。曾在2020年的泰國小姐競賽中，入圍前30強，更獲得了"Miss Sappe Beauti Queen"的殊榮。

## 影視作品

### 電視劇
| 首播年份 | 戲名         | 戲名   | 播放平台 | 角色 | 備註 |
| 首播年份 | 譯名         | 原文名 | 播放平台 | 角色 | 備註 |
| 2024年   | 《最終盜劫》 |        | Ch7HD    |      | 配角 |
| 待公布   | 《玻璃之城》 |        | Ch7HD    |      | 配角 |
| 待公布   | 《森林之心》 |        | Ch7HD    |      | 主演 |
| 待公布   | 《無畏挑戰》 |        | Ch7HD    |      | 配角 |

### 主持
| 年份   | 節目名稱                | 節目名稱 | 播放平台 | 備註                      |
| 年份   | 譯名                    | 原文名   | 播放平台 | 備註                      |
| 2022年 | 《Let's go my friends》 |          | Ch7HD    | 與Ch7HD New Stars共同主持 |
| 2023年 | 《Let's go my friends》 |          | Ch7HD    | 與Ch7HD New Stars共同主持 |

## 外部連結
- 肯娜希妮·薩普米於Channel 7的簡介 （页面存档备份，存于）（泰文）
- 肯娜希妮·薩普米的Instagram帳戶（泰文）